# Alegeri legislative în Regatul Unit, 1802
În 1802, în Regatul Unit au avut loc alegeri generale pentru desemnarea celui de al doilea Parlament al Marii Britanii și primul Parlament, după formarea Regatului Unit al Marii Britanii și Irlanda.
Primul Parlament al Regatului Unit a fost compus din membrii  Parlamentelor din Regatul Marii Britanii și Regatul Irlandei. Alegerile pentru Parlamentul Marii Britanii au avut loc în 1796, iar ultimele alegeri pentru Parlamentul Irlandei au avut loc în 1797. 
Primul Parlament unit a fost dizolvat pe 29 iunie 1802. Noul Parlament a fost convocat / numit pe 31 august 1802 pentru o perioadă de maxim șapte ani. Această perioadă putea fi redusă, ceea ce s-a și întamplat  când regele a dizolvat Parlamentul, înainte ca mandatul să expire. 

## Situația politică
Prim-ministrul conservator, Henry Addington, a dus un război în vederea organizării unei alianțe pro-guvern între Whigs si Torries în perioada Războaielor Napoleoniene.
Prim-ministrul anterior, William Pitt (tânărul) a părăsit cabinetul în 1802. Regele George al III lea l-a constrâns pe Pitt să demisioneze, refuzând să accepte emanciparea Catolicilor (să permită catolicilor să facă parte din Parlament) ca urmare a Uniunii.  Sciziunea sa în Parlament a fost susținută de Ministerul Addington, însă a fost semi-detașată de acesta.
Pe 25 martie 1802, Tratatul de la Amiens a declarat pace cu Franța, cu care Marea Britanie fusese în război din 1792.  Situația internațională era încă nesigură, iar reluarea războiului era încă posibilă. În alegeri, alianța dintre urmașii lui Addington și Pitt au câștigat fără probleme în fața Opoziției Whigs a lui Charles James Fox. 

## Perioada alegerilor
În această perioadă nu era încă stabilită o zi pentru alegeri. După primirea unei litere/comenzi regale pentru  desfășurarea alegerilor, ofițerul local a stabilit programul electoral pentru o anumită circumscripție sau anumite circumsripții electorale din aria sa de interes.  Însă, alegerile au fost în continuare contestate.
Alegerile au avut loc abia după o perioadă de aproximativ 2 luni. Perioada dintre primele alegeri contestate și ultimele alegeri contestate a fost 15 iulie-28 august 1802. 

## Sumarizarea circumscripțiilor electorale
Interpretarea prescurtărilor din tabelele următoare:
BC-circumscripții pe cartiere/comitate, CC-circumscripții județene, UC-circumscripții universitare, Total C- circumscripții totale, BMP-membrii comitatelor din Parlament, CMP-reprezentanții  județeni ai Parlamentului, UMP-membrii universitari ai Parlamentului.
Monmouthshire (o circumscripție electorală județeană cu 2 membri ai parlamentului și 1 membru al circumscripției comitat) este inclus în Țara Galilor în aceste tabele. 
Tabel 1: Circumscripții și Membri ai Parlamentului, după tip și țară
| Țara         | BC  | CC  | UC | Total C | BMP | CMP | UMP | Total MPs |
| ------------ | --- | --- | -- | ------- | --- | --- | --- | --------- |
| Anglia       | 202 | 39  | 2  | 243     | 404 | 78  | 4   | 486       |
| Țara Galilor | 13  | 13  | 0  | 26      | 13  | 14  | 0   | 27        |
| Scoția       | 15  | 30  | 0  | 45      | 15  | 30  | 0   | 45        |
| Irlanda      | 33  | 32  | 1  | 66      | 35  | 64  | 1   | 100       |
| Total        | 263 | 114 | 3  | 380     | 467 | 176 | 5   | 658       |

Tabel 2: Numărul de locuri pe circumscripție, după tip și țară
| Tara         | BCx1 | BCx2 | BCx4 | CCx1 | CCx2 | UCx1 | UCx2 | Total C |
| ------------ | ---- | ---- | ---- | ---- | ---- | ---- | ---- | ------- |
| Anglia       | 4    | 196  | 2    | 0    | 39   | 0    | 2    | 243     |
| Țara Galilor | 13   | 0    | 0    | 12   | 1    | 0    | 0    | 26      |
| Scoția       | 15   | 0    | 0    | 30   | 0    | 0    | 0    | 45      |
| Irlanda      | 31   | 2    | 0    | 0    | 32   | 1    | 0    | 66      |
| Total        | 63   | 198  | 2    | 42   | 72   | 1    | 2    | 380     |